# Wm. Schlutow
Die Firma Wm. Schlutow war ein Bankhaus in Stettin. Sie wurde 1832 als Reederei und Getreidehandlung gegründet und 1876 in ein Bankhaus umgewandelt. 1934 wurde das Bankgeschäft auf die Pommersche Bank AG übertragen.

## 1832 Gründung als Reederei und Getreidehandel
Die Firma Wm. Schlutow wurde 1832 durch Wilhelm Schlutow (Kgl schwedischer Generalkonsul zu Stettin 1841–1871) als Reederei und Getreidehandlung in Stettin gegründet. Wilhelm Schlutow, der bei der Gründung 22 Jahre alt war, hatte das Startkapital von befreundeter Seite erhalten. Zu Beginn der 1850er Jahre galt die Firma als bedeutendster Getreidehandel in Stettin. Mit dem Übergang von der Segelschifffahrt zur Dampfschifffahrt in den 1860er Jahren stellte die Firma das Reedereigeschäft ein und konzentrierte sich auf den Getreidehandel. Wilhelm Schlutow zog sich in den 1870er Jahren aus der Geschäftstätigkeit zurück und überließ die Leitung seinem Sohn Albert Schlutow.

## 1876 bis 1934 Bankhaus
Auf die wirtschaftliche Krise in den 1870er Jahren (siehe Gründerkrach) regierten die Inhaber, zu denen seit 1876 auch Rudolf Abel zählte, durch eine Veränderung des Geschäftszwecks. Im Jahre 1876 wurde die Firma in ein Bankhaus umgewandelt und die übrigen Geschäftstätigkeiten, insbesondere der Getreidehandel, eingestellt. Die Umwandlung in ein Bankhaus erfolgte in Anlehnung an das bedeutende Bankhaus S. Bleichröder in Berlin.
Nach dem Tode Wilhelm Schlutows im Jahre 1881 wurde Albert Schlutow der Hauptinhaber und widmete sich vor allem mehr repräsentativen Aufgaben nach außen, in der Politik und in den Aufsichtsräten mehrerer Unternehmen. Die innere Leitung des Bankhauses lag bei Rudolf Abel.
1906 wurden die Inhaber des Bankhauses S. Bleichröder, Paul Hermann von Schwabach und Albert Blaschke, Mitinhaber des Bankhauses Wm. Schlutow.
Seit 1925 leitete Carl Teewag das Bankhaus Wm. Schlutow. Teewag wurde im Mai 1933 zum Hauptgeschäftsführer des deutschen Bankenverbands (Centralverband des deutschen Bank- und Bankiergewerbes) gewählt. Im Juni 1934 wurde das Bankgeschäft auf die Pommersche Bank AG übertragen. Die Gründe hierfür dürften eher in der allgemeinen Bankenkrise liegen, als in einer gezielten Ausschaltung („Arisierung“) der jüdischen Mitinhaber des Bankhauses, dies waren James von Bleichröder und Paul Julius von Schwabach.